# José Javier Gómez
José Javier Gómez Gozalo (Cuéllar, 18 de marzo de 1974), conocido como Pipe Gómez, es un exciclista español que fue profesional de 1996 a 2003.

## Palmarés
1995 (como amateur)
- Vuelta al Bidasoa

## Resultados en Grandes Vueltas
| Carrera | Carrera         | 1996 | 1997 | 1998 | 1999 | 2000 | 2001 | 2002 | 2003 |
| ------- | --------------- | ---- | ---- | ---- | ---- | ---- | ---- | ---- | ---- |
|         | Giro de Italia  | —    | 22.º | —    | —    | 30.º | —    | —    | —    |
|         | Tour de Francia | —    | —    | Ab.  | 59.º | —    | —    | Ab.  | —    |
|         | Vuelta a España | —    | —    | —    | —    | —    | 26.º | —    | Ab.  |

—: no participa

Ab.: abandono